# Gentiana rhodantha
Gentiana rhodantha är en gentianaväxtart som beskrevs av Adrien René Franchet och William Botting Hemsley. Gentiana rhodantha ingår i släktet gentianor, och familjen gentianaväxter. Inga underarter finns listade i Catalogue of Life.